# Kunnathur (Kerala)
Kunnathur (malabar: കുന്നത്തൂർ) es un taluk del estado indio de Kerala perteneciente al distrito de Kollam. Es el taluk más pequeño de Kerala y tiene su sede administrativa en la localidad de Sasthamkotta.
En 2011, el taluk tenía una población total de 199 456 habitantes. Las principales localidades, además de Kunnathur, son Mynagappally, Poruvazhy, Sasthamkotta, Sooranad North, Sooranad South y West Kallada.
Se ubica unos 20 km al noreste de la capital distrital Kollam, sobre la carretera 183A que lleva a Madurai pasando por el parque nacional de Periyar. El río Kallada fluye al este del taluk. Kunnathur es famoso en el estado por albergar en su territorio el lago Sasthamcotta, el principal lago de agua fresca de Kerala.